# Saint-Yrieix-les-Bois
Saint-Yrieix-les-Bois este o comună în departamentul Creuse din centrul Franței. În 2009 avea o populație de 312 de locuitori.

## Evoluția populației
| An        | 1975 | 1982 | 1990 | 1999 | 2006 | 2009 |
| --------- | ---- | ---- | ---- | ---- | ---- | ---- |
| Populație | 338  | 307  | 326  | 311  | 332  | 312  |